# Parasemia hesselbarthi
Parasemia hesselbarthi là một loài bướm đêm thuộc phân họ Arctiinae, họ Erebidae.